# Communauté de communes de la Vallée de l’Oise et des Trois Forêts
Die Communauté de communes de la Vallée de l’Oise et des Trois Forêts ist ein französischer Gemeindeverband mit der Rechtsform einer Communauté de communes im Département Val-d’Oise in der Region Île-de-France. Sie wurde am 17. Dezember 2003 gegründet und umfasst neun Gemeinden. Der Verwaltungssitz befindet sich im Ort Presles.

## Mitgliedsgemeinden
| Gemeinde                                                          | Einwohner 1. Januar 2022 | Fläche km² | Dichte Einw./km² | Code INSEE | Postleitzahl |
| ----------------------------------------------------------------- | ------------------------ | ---------- | ---------------- | ---------- | ------------ |
| Béthemont-la-Forêt                                                | 426                      | 3,79       | 112              | 95061      | 95840        |
| Chauvry                                                           | 297                      | 5,00       | 59               | 95151      | 95560        |
| L’Isle-Adam                                                       | 12.302                   | 14,94      | 823              | 95313      | 95290        |
| Mériel                                                            | 5.337                    | 5,31       | 1.005            | 95392      | 95630        |
| Méry-sur-Oise                                                     | 10.015                   | 11,17      | 897              | 95394      | 95540        |
| Nerville-la-Forêt                                                 | 779                      | 6,68       | 117              | 95445      | 95590        |
| Parmain                                                           | 5.683                    | 9,20       | 618              | 95480      | 95620        |
| Presles                                                           | 3.994                    | 9,95       | 401              | 95504      | 95590        |
| Villiers-Adam                                                     | 848                      | 9,82       | 86               | 95678      | 95840        |
| Communauté de communes de la Vallée de l’Oise et des Trois Forêts | 39.681                   | 75,86      | 523              | –          | –            |